# Stenoderma rufum
Stenoderma rufum, también conocido como murciélago de la fruta, es una especie de murciélago de la familia Phyllostomidae. Es la única especie del género Stenoderma. Actualmente se encuentra como vulnerable a la extinción por la UICN, aunque no se encuentre en estado crítico podría estar sufriendo riesgo de extinción.

## Distribución geográfica
Se encuentra en Puerto Rico e  Islas Vírgenes.

## Hábitat
Su hábitat natural son: zonas tropicales o subtropicales, de bosques áridos.